# Anne Chrétien Louis de Hell
Pour les articles homonymes, voir Hell.
Anne Chrétien Louis de Hell est né le 25 août 1783, à Verneuil dans l'actuel département des Yvelines et mort le 4 octobre 1864 au château d'Oberkirch à Obernai, est un officier de marine, homme politique et administrateur territorial français des XVIIIe et XIXe siècles.

## Biographie
Il est issu d'une famille alsacienne de la région de Mulhouse, originaire de Francfort-sur-le-Main et du Vieux-Limbourg, établie en Alsace depuis le XVIe siècle. Son père, le chevalier François Joseph Antoine de Hell est grand bailli (agent du roi qui était chargé de fonctions administratives et judiciaires) de Landser avant 1789 et anobli peu avant la Révolution française. Membre de l'assemblée provinciale de 1787, il prit le parti de la Révolution et fut membre de l'Assemblée nationale constituante. Il n'échappa pourtant pas à la mort et fut guillotiné en 1794. Sa mère, Mélanie Savoye de Rollin, est la sœur de Jacques-Fortunat Savoye-Rollin.
À la mort de son père, Chrétien de Hell est confié par sa mère à un ami. Pour le protéger des dangers de la Terreur, ce dernier le fait entrer dans la marine ; il embarque comme mousse (marin de moins de dix-sept ans). Quelques années plus tard, il est fait prisonnier par les Britanniques après le siège de Cayes en 1803. Libéré en 1808 puis affecté à l'État-major de Cherbourg, il gravit petit à petit de nombreux grades dans la marine. Il s'illustre notamment par de nombreux travaux de cartographie des côtes de la Méditerranée et devient directeur de l'École navale de Brest de 1830 à 1835.
Le gouvernorat de l'île Bourbon lui est confié de 1838 à 1841. Pendant cette période il est nommé contre-amiral et est confronté à la délicate question de l'abolition de l'esclavage sur cette île. Il mène en 1840 une reconnaissance générale des côtes occidentales de Madagascar et occupe l'île de Nosy Be. 
Après sa mission dans l'océan Indien, le contre-amiral de Hell exerce pendant deux ans la fonction de préfet maritime de Cherbourg avant de se retirer à Obernai, en Alsace, dans le château de sa femme. Anne Chrétien se lance dans la politique et devient député et conseiller général. Il développe notamment la construction des lignes de chemin de fer en Alsace. Fait Grand officier de la Légion d'honneur en 1846, il meurt le 4 octobre 1864 au château d'Oberkirch à Obernai.
Son neveu, le baron Alphonse Balleydier, est un célèbre historiographe de la Restauration.

## Mariages et descendance
Son premier mariage l'a fait entrer dans la haute bourgeoisie dauphinoise : sa première épouse est Alexandrine Teisseire, fille de Camille Teisseire, industriel et homme politique grenoblois. Du côté maternel, Alexandrine est la petite-fille du richissime banquier Claude Perier et nièce de Casimir Perier.

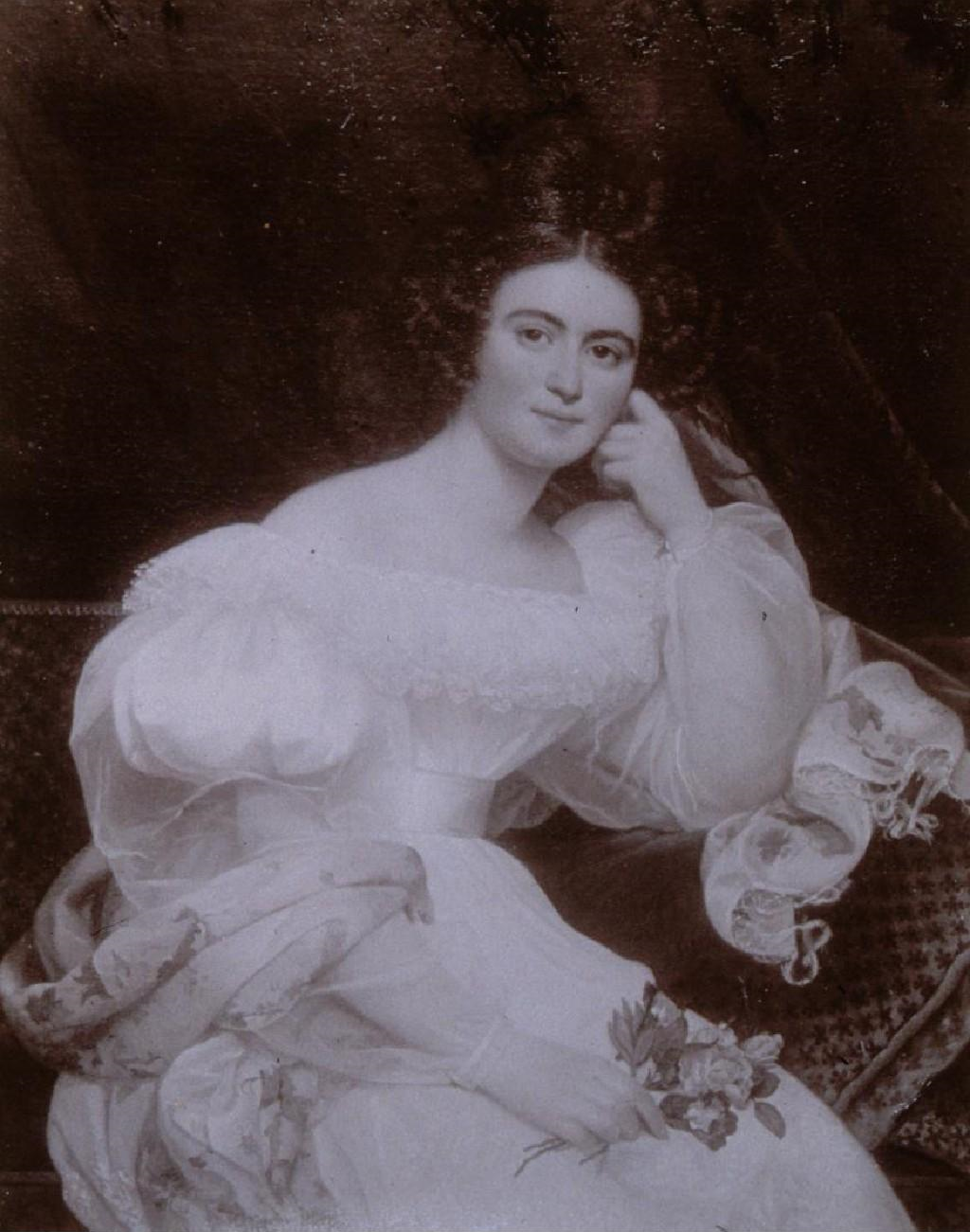
Mme de Hell, née de Montbrison (1805-1832).

La mort prématurée d'Alexandrine l'amène à se remarier avec une descendante de l'illustre famille d'Oberkirch. Lorsqu'il épousa en deuxièmes et troisièmes noces deux des descendantes Oberkirch, le gouverneur de l'île Bourbon s'allia à une très grande famille noble, une des plus anciennes d'Alsace, mentionnée depuis 1135. Les représentants de cette lignée s'illustrèrent dans les tournois et les joutes, exercèrent de hautes fonctions : prévôt impérial à Obernai, fonctionnaire épiscopal, chanoine, officier, abbé. La plus célèbre du nom est Henriette Louise de Waldner de Freundstein, épouse du baron Charles Siegfried d'Oberkirch. La baronne d'Oberkirch a été l'amie d'enfance de Sophie-Dorothée de Wurtemberg, Grande-Duchesse Maria Féodorovna, plus tard impératrice de Russie, et de Goethe qui lui dédia une comédie musicale en 1776. Henriette et Charles eurent une fille, Marie Philippine, Frédérique, Dorothée (1777-1827), qui épousa en 1798 le comte Louis-Simon de Bernard de Montbrison, premier recteur de l'académie de Strasbourg et président du conseil général du Bas-Rhin. Leurs filles, Henriette-Charlotte Isaure puis Aline Elisabeth se marièrent successivement avec le contre-amiral Chrétien de Hell. C'est ainsi que le futur gouverneur de l'île Bourbon fit son entrée au sein de la famille d'Oberkirch. De ses deux mariages, M. de Hell, devenu préfet maritime, député et conseiller général après son retour de la Réunion, donna naissance à trois enfants, deux filles et un garçon. Ce dernier, Charles Joseph Chrétien de Hell fut nommé ministre à plusieurs reprises.
Lorsque les représentants masculins des Oberkirch disparurent, Chrétien de Hell ajouta à son nom celui de la lignée de son épouse et prit le titre de baron. Il occupa jusqu'à sa mort le château familial, édifié au XVIIe siècle.
Au Moyen Âge, on sait que c'était une habitation sans grâce, flanquée à l'ouest d'un pavillon à deux étages. L'ensemble manquait d'allure et de confort. En 1842, l'amiral de Hell le fit détruire pour le château actuel de vingt-sept pièces dans un style Louis XV très sobre. Pendant la Première Guerre mondiale, l'imposante bâtisse abrita le QG de la Xe armée allemande. En juillet 40, le château d'Oberkirch fut pillé et saccagé par l'occupant. De 1940 à 1944, les SS y avaient en effet établi un centre de formation du corps des auxiliaires féminines des transmissions et de nombreuses baraques envahirent le parc. En 1947, une des dernières descendantes vendit le domaine et le château à la ville d'Obernai.

## Postérité
Anne Chrétien Louis de Hell a laissé son nom à deux localités dans le sud-ouest de l'océan Indien :
- Hell-Bourg, village de la commune de Salazie, à La Réunion.
- Hell-Ville, ville de l'île de Nosy Be, à Madagascar.